# Ram Prasad Gurung
Ram Prasad Gurung (ur. 14 listopada 1945 w Daraun-Sirubari) – nepalski bokser, uczestnik Letnich Igrzysk Olimpijskich 1964.
Na igrzyskach w Tokio startował w wadze lekkiej. W 1/32 finału miał wolny los. W pojedynku 1/16 finału poniósł porażkę z Węgrem Jánosem Kajdim (przez RSC). Na tych igrzyskach był także chorążym reprezentacji podczas ceremonii otwarcia igrzysk.
Służył w British Army. W 2014 roku został uhonorowany nagrodą Gajarat Joshi, którą przyznało mu Nepalskie Stowarzyszenie Zawodników Krajowych i Zagranicznych.